# Симетрија животиња
Симетрија је правилна организација делова тела који су распоређени према одређеним законитостима према осама симетрије, тако да су наспрамне стране једнаке као предмет и лик у огледалу. 
Према томе све животиње можемо да разврстамо у две групе : 
- асиметричне, чије се тело не може се поделити на једнаке делове јер немају сталан облик тела какви су нпр. поједини сунђери и амебе.
- симетричне.

Симетричне животиње се деле на сферично, радијално и билатерално симетричне. 
1. Сферично симетричне животиње (називају се још и хомаксонски организми) имају лоптаст облик тела. Кроз центар њиховог тела је могуће повући неограничен број хомополних оса и кроз њих поставити исто толико равни симетрије. Хомополна оса је права чији су крајеви (полови) међусобно једнаки. Раван симетрије дели тело на две симетричне (једнаке) половине.
2. Радијално симетрични организми имају цилиндричан облик тела. Кроз њихово тело је могуће повући једну хетрополну осу и кроз њу поставити безброј равни симетрије. Хетерополна оса је права чији се крајеви разликују тако што се нпр. на једном крају налазе уста (орални крај), а на другом анус (аборални крај). Ова симетрија карактеристична је за сесилне (већина жарњака), и пасивно пливајуће организме. Ова симетрија може се јавити и у нешто измењеном облику каква је нпр. петозрачна симетрија бодљокожаца.
3. Билатерално (двоструко или двобочно) симетрични организми су они кроз чије тело је могуће повући три осе, али се само кроз једну од њих може поставити раван симетрије. Највећи број животиња има билатералну симетрију при чему ту убрајамо и човека. Карактеристична је за организме који се активно крећу у једном правцу.

Две осе су хетерополне и то су : 
- леђно-трбушна (сагитална), која одређује леђну (дорзалну) и трбушну (вентралну) страну тела и
- уздужна (лонгитудинална) која одређује предњи, главени (кранијални) и задњи, репни (каудални) део тела.

Раван која пролази по уздужној и сагиталној оси (сагитална раван) дели тело на две симетричне половине – леву и десну. Хомополна је попречна (трансферзална) оса и она одређује леву и десну страну тела.

## = Спољашње везе
=
- Биосколос